# Weninggalih (Sindangkerta)
Weninggalih is een bestuurslaag in het regentschap West-Bandung van de provincie West-Java, Indonesië. Weninggalih telt 5493 inwoners (volkstelling 2010).